# Brigada Judaica
A Brigada Judaica (oficialmente em inglês Jewish Brigade Group; em hebraico חטיבה יהודית לוחמת, חי"ל brigada judia combatente) foi uma unidade do 8º Exército Britânico composta por voluntários judeus recrutados na Palestina durante a Segunda Guerra Mundial.
O Grupo de Brigada de Infantaria Judaica, mais comumente conhecido como Grupo de Brigada Judaico ou Brigada Judaica, foi uma formação militar do Exército Britânico na Segunda Guerra Mundial. Ela foi formada no final de 1944, e foi recrutado entre judeus do Yishuv no Mandato da Palestina e comandado por oficiais anglo-judeus. A brigada serviu nos últimos estágios da campanha da Itália e foi dissolvida em 1946.
Após a guerra, alguns membros da Brigada ajudaram sobreviventes do Holocausto a emigrar para o Mandato da Palestina como parte da Aliyah Bet, desafiando as restrições britânicas.

## Antecedentes

### Relações anglo-sionistas
Após a Primeira Guerra Mundial, os impérios britânico e francês substituíram o Império Otomano como potências proeminentes no Oriente Médio. Esta mudança aproximou o objetivo do Movimento Sionista de criar um Estado judeu. A Declaração Balfour indicou que o governo britânico apoiou a criação de uma pátria judaica na Palestina em princípio, marcando o primeiro apoio oficial aos objetivos sionistas. Isso levou a uma onda de emigração judaica em 1918-1921, conhecida como a "Terceira Aliá". A Liga das Nações incorporou a Declaração no Mandato Britânico da Palestina em 1922. A imigração judaica continuou nas décadas de 1920 e 1930, e a população judaica expandiu-se em mais de 400.000 antes do início da Segunda Guerra Mundial.

Em 1939, no entanto, o governo britânico de Neville Chamberlain pareceu rejeitar a Declaração Balfour no Livro Branco de 1939, abandonando a ideia de estabelecer um domínio judaico. Quando o Reino Unido declarou guerra à Alemanha Nazista em setembro de 1939, David Ben-Gurion, chefe da Agência Judaica, declarou:
"Lutaremos contra o Livro Branco como se não houvesse guerra, e lutaremos a guerra como se não houvesse Livro Branco."

### Origens da Brigada Judaica

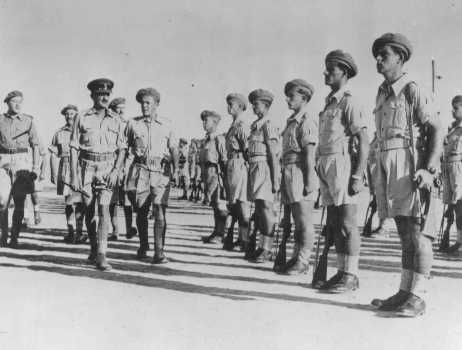
Brigadeiro Ernest Benjamin, comandante da Brigada Judaica, inspeciona o 2º Batalhão na Palestina, outubro de 1944.

Chaim Weizmann, presidente da Organização Sionista Mundial (World Zionist Organization, WZO), ofereceu ao governo britânico total cooperação da comunidade judaica no Mandato da Palestina. Weizmann procurou estabelecer uma formação de combate judia identificável dentro do Exército Britânico. Seu pedido para uma formação separada foi rejeitado, mas os britânicos autorizaram o alistamento de voluntários palestinos no Copo de Serviços do Exército Real (Royal Army Service Corps, RASC) e no Corpo Real de Pioneiros (Royal Pioneer Corps), com a condição de que um número igual de judeus e árabes fosse aceito. A Agência Judaica prontamente vasculhou os escritórios locais da Bolsa de Trabalho para recrutar desempregados árabes suficientes como "voluntários" para igualar o número de voluntários judeus, e outros foram recrutados das camadas mais baixas da população árabe oferecendo recompensas em dinheiro pelo alistamento.
A qualidade dos recrutas era, não surpreendentemente, horrível, com uma taxa de deserção muito alta particularmente entre o componente árabe, de modo que no final a maioria das unidades acabou sendo formada por judeus. Os voluntários foram formados em uma unidade de muleteiros RASC e uma Companhia Operadora Portuária RASC, e nas Companhias de Pioneiros 601 a 609 (todos menos dois perdidos durante a campanha da Grécia, com os dois últimos retornando à Palestina e dissolvidos lá).
A partir de 1942, um grande número de outras unidades mistas árabes e judias palestinas foram formados, ainda com a mesma composição étnica mista e os mesmos problemas de qualidade encontrados nas Companhias de Pioneiros, incluindo seis Unidades de Transporte RASC (judaicas), numerados 148, 178, 179, 405, 468 e 650; um Serviço Territorial Auxiliar feminino (Auxiliary Territorial Service, ATS) e um Serviço Territorial de Mulheres da Força Aérea Real; com efetivos de 3500 e 500, respectivamente. Além de várias formações auxiliares em unidades locais do Corpo de Material Bélico do Exército Real (Royal Army Ordnance Corps, RAOC), Engenharia Real (Royal Engineers, RE) e Corpo Médico do Exército Real (Royal Army Medical Corps, RAMC).
Nove companhias de infantaria não-combatentes também foram criadas como parte do Royal East Kent Regiment ("The Buffs"), para serem usados como guardas para campos de prisioneiros de guerra no Egito. Em agosto de 1942, o Regimento da Palestina foi formado, novamente atormentado pelo mesmo recrutamento misto e seus problemas de baixa qualidade associados. O regimento recebeu o apelido irônico de "Regimento Cinco Piastres", devido ao grande número de "voluntários" árabes que se alistaram apenas pelo bônus em dinheiro fornecido pela Agência Judaica. Uma história completa das unidades de 1915-1943 formadas na Palestina foi escrita por Marcel Roubiçek, no livro Echo of the bugle: Extinct military and constabulary forces in Palestine & Transjordan, 1915-1967.
No entanto, o problema permanecia de que não havia nenhuma formação totalmente judaica pronta para o combate. Grupos judeus pediram ao governo britânico para criar tal força, mas os britânicos recusaram. Naquela época, o Livro Branco estava em vigor, limitando a imigração judaica e a compra de terras. Alguns oficiais britânicos se opuseram à criação de uma força de combate judaica, temendo que ela pudesse se tornar a base de uma possível rebelião judaica contra o domínio britânico. Em agosto de 1944, Winston Churchill finalmente concordou com a formação de uma "Brigada Judaica". De acordo com o historiador Rafael Medoff, Churchill consentiu porque estava "comovido com o massacre de judeus húngaros [e] esperava impressionar a opinião pública americana".

## Criação e organização

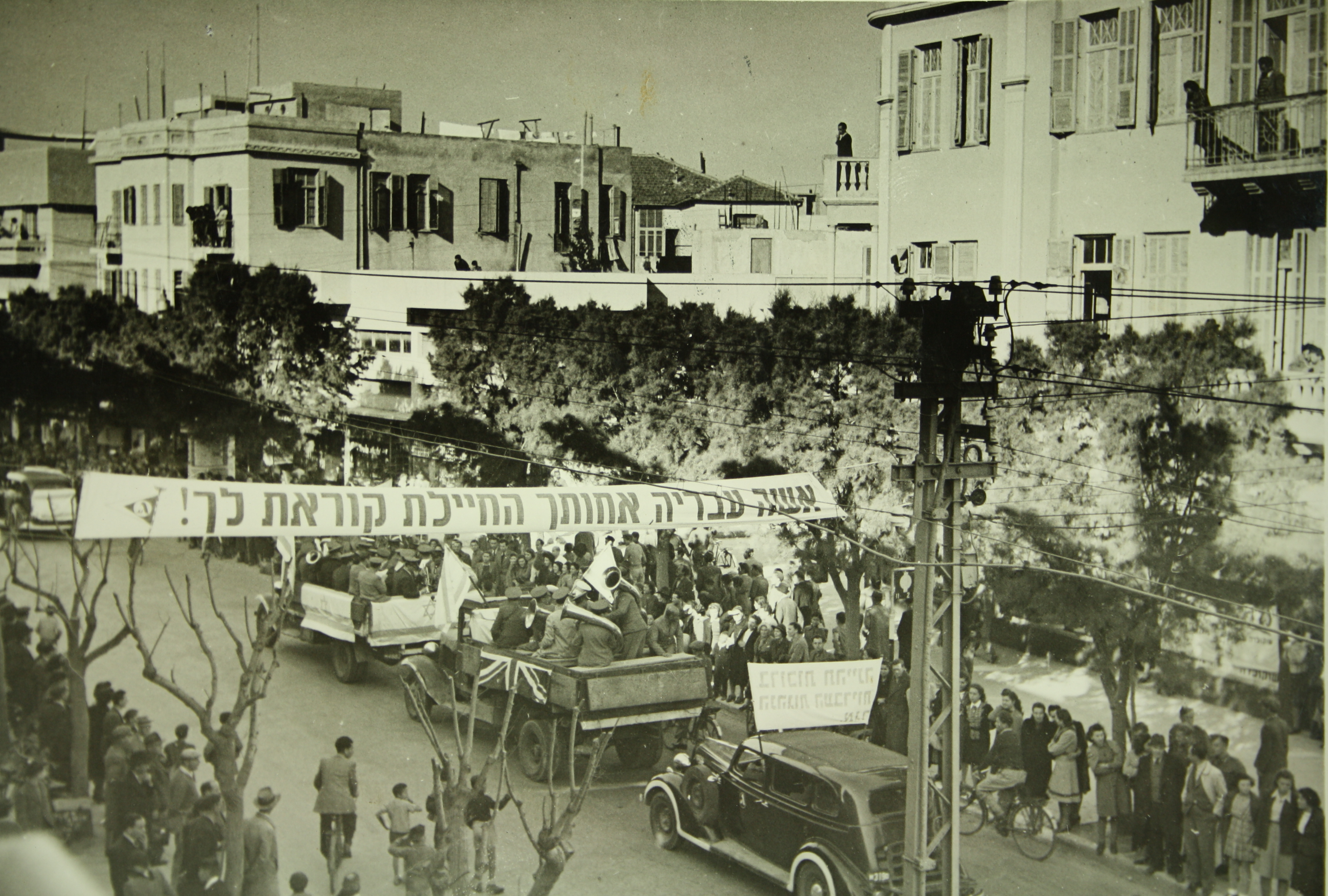
Uma marcha em Tel Aviv para o recrutamento do Exército Britânico, durante a Segunda Guerra Mundial.

Depois que os primeiros relatos das atrocidades nazistas do Holocausto foram tornados públicos pelas potências aliadas na primavera e no início do verão de 1942, o primeiro-ministro britânico Winston Churchill enviou um telegrama pessoal ao presidente dos EUA, Franklin D. Roosevelt, sugerindo que "os judeus... de todas as raças têm o direito de atacar os alemães como um corpo reconhecível." O presidente respondeu cinco dias depois dizendo: "Não percebo nenhuma objeção..."

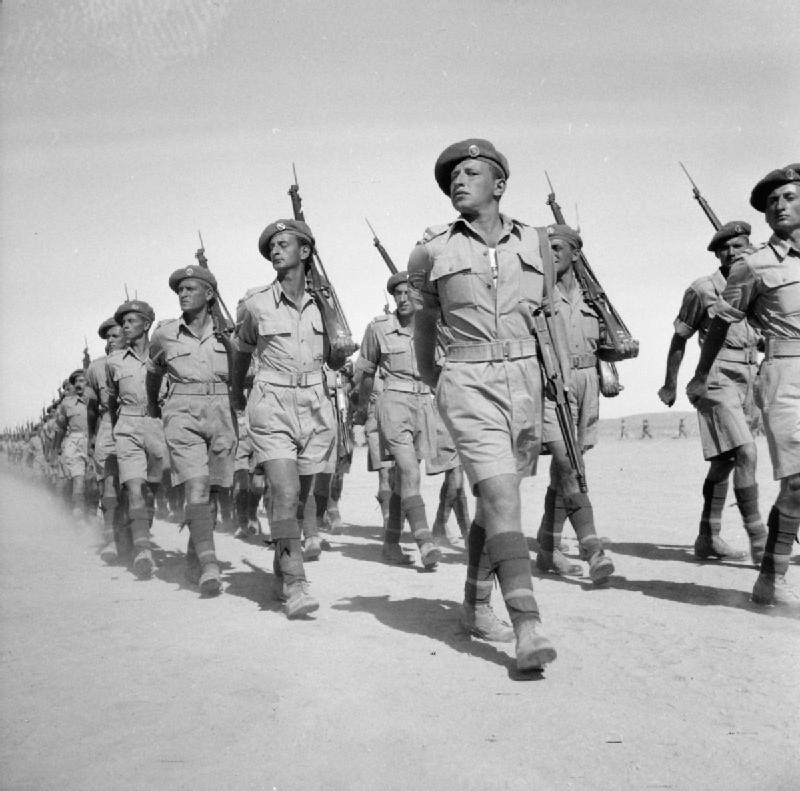
1º Batalhão da Brigada Judaica em desfile.

Depois de muita hesitação, em 3 de julho de 1944, o governo britânico consentiu no estabelecimento de uma Brigada Judaica com oficiais superiores judeus e também não-judeus escolhidos a dedo. Em 20 de setembro de 1944, um comunicado oficial do Ministério da Guerra anunciou a formação do Grupo de Brigada Judaica do Exército Britânico e a sede do Grupo de Brigada Judaico foi estabelecida no Egito no final de setembro de 1944 (a formação foi denominada grupo de brigada por causa da inclusão sob o comando de um regimento de artilharia). A bandeira sionista foi oficialmente aprovada como seu estandarte, e o seu efetivo contou mais de 5.500 voluntários judeus do Mandato da Palestina organizados em três batalhões de infantaria do Regimento da Palestina e várias unidades de apoio.

### Ordem de batalha
- 1º Batalhão, Regimento Palestino
- 2º Batalhão, Regimento Palestino
- 3º Batalhão, Regimento Palestino
- 200º Regimento de Campanha (Artilharia Real)

O The New York Times descartou a brigada como "simbólica" enquanto o Manchester Guardian lamentou, "O anúncio de que uma Brigada Judaica lutará com o Exército Britânico é bem-vindo, mesmo que com cinco anos de atraso. Lamentamos que o governo britânico tenha demorado tanto para aproveitar uma grande oportunidade. Diante do desânimo oficial, cerca de 30.000 judeus se ofereceram para o que pudessem conseguir, como pioneiros, batalhões de guarda, qualquer coisa. Mas uma coisa que eles queriam acima de tudo era lutar contra os alemães." A função da brigada era, então, apenas de guarda na Palestina, no aeroporto de Lida, Latrun e Haifa, e depois no Egito, guardando armazéns no Canal de Suez. Essas missões de guarda eram bem ativas, com árabes invadindo as áreas militares para roubarem o que lhes fosse possível, e era comum que os sentinelas atirassem contra invasores.
A brigada foi enviada para o Egito no outono. Aqueles que não estavam de guarda foram para o deserto para mais treinamento, desembarques de seção e de pelotão, ataques e defesa de pelotão, travessias de rios, combate urbano de casa em casa e de rua, colocação de minas e exercícios com munição real. As inspeções confirmaram que a disciplina e a saúde entre os soldados eram satisfatórias.
A primeira baixa da brigada ocorreu às 14:15h de 15 de fevereiro de 1944, quando o Soldado Aboy foi morto durante um exercício de tiro no Egito; ele foi enterrado no dia seguinte com honras militares. No mesmo período, o 1º Batalhão pediu a substituição das metralhadoras Hotchkiss pelos novos modelos Bren, o que foi concedido.

## Engajamentos militares

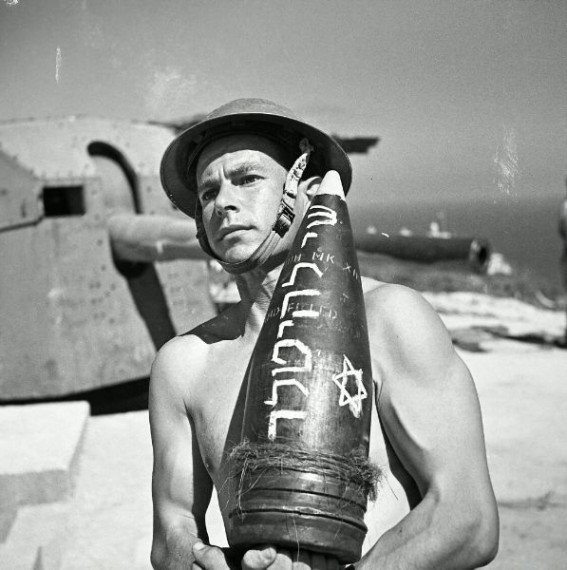
Cabo Joseph Wald, um soldado da Brigada Judaica na Itália, carrega um obus de artilharia com a inscrição em hebraico "Um presente para Hitler".

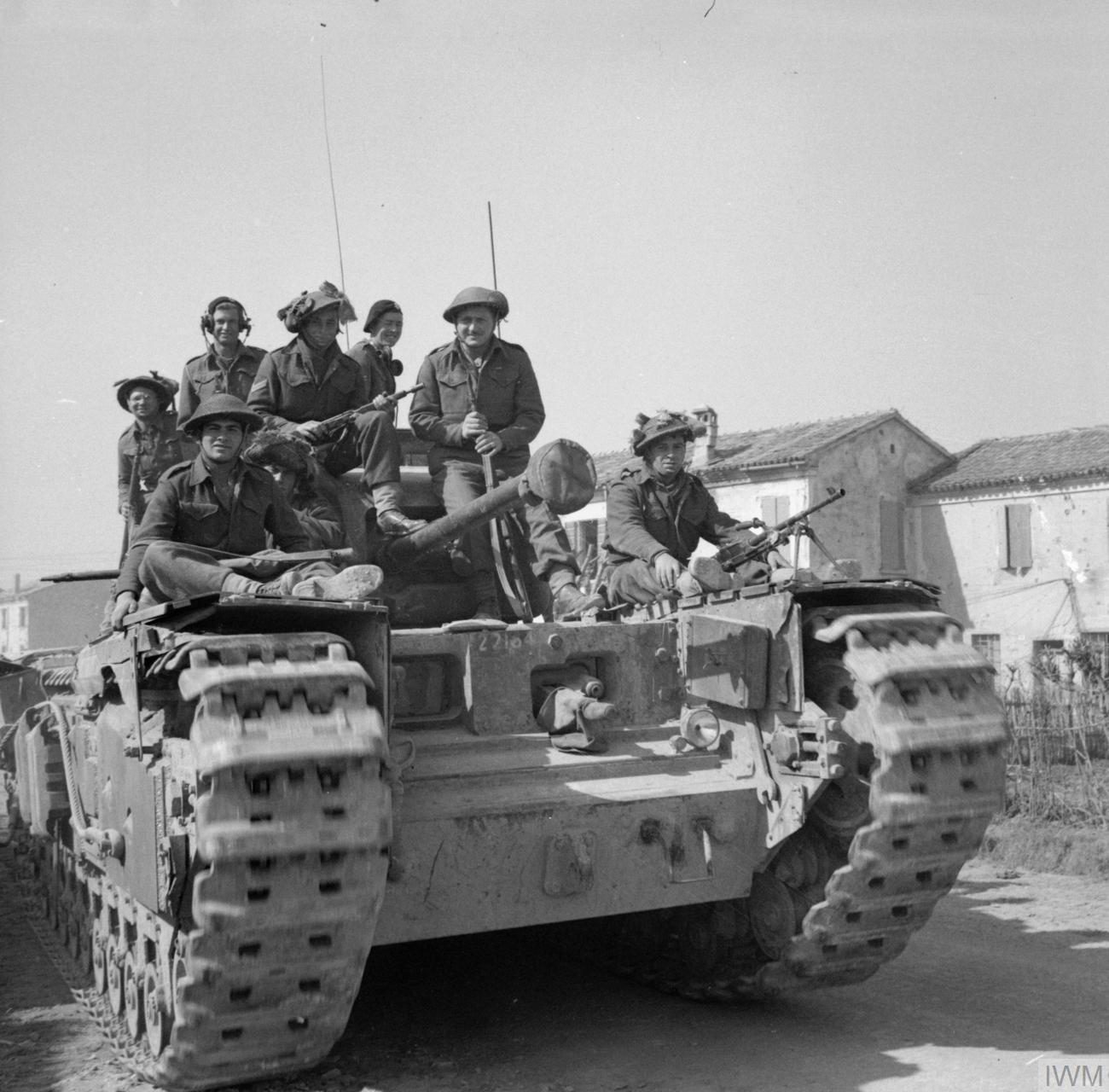
Militares do 1º Batalhão da Brigada Judaica pegam carona num tanque Churchill no norte da Itália, 14 de março de 1945.

Em outubro de 1944, sob a liderança do Brigadeiro Ernest F. Benjamin, o grupo de brigada foi enviado para a Itália e se juntou ao Oitavo Exército Britânico em novembro, o qual estava engajado na Campanha da Itália sob o 15º Grupo de Exércitos. A Brigada Judaica participou da Ofensiva da Primavera de 1945. Ocupou posições na linha de frente pela primeira vez em 3 de março de 1945 ao longo da margem sul do rio Senio, sob o comando do 5º Exército americano e imediatamente começou a se envolver em ações de pequena escala contra as forças alemãs, enfrentando a 42ª Divisão Jäger austríaca e a 362ª Divisão de Infantaria, de acordo com Morris, esta última contando principalmente com veteranos da SS e membros do partido nazista. O objetivo imediato da Brigada Judaica era a realização de patrulhamento agressivo durante o qual se envolveu em vários tiroteios com o objetivo de melhorar suas posições, limpar a margem sul das tropas alemãs e fazer prisioneiros para interrogatório. A brigada também realizou incursões em pequena escala contra posições alemãs do outro lado do rio para testar a força do inimigo e mapear as suas posições defensivas.
Em um ataque notável, a brigada foi apoiada por tanques do Regimento North Irish Horse e aviões de caça da Força Aérea Sul-Africana. Os pilotos sul-africanos, muitos dos quais eram judeus, voaram em formação de Estrela de Davi durante seus ataques como uma homenagem à brigada. Durante a incursão, os soldados de infantaria da brigada correram à frente dos tanques e limparam as posições alemãs, retornando com prisioneiros e impressionando muito as tropas experientes do Regimento North Irish Horse por conta da sua avidez. O humor dos prisioneiros variava de apreensivo a petrificado. Um dos brigadistas, de origem alemã ou austríaca, perguntou em alemão se os prisioneiros sabiam se a família do interrogador estava viva ou já fora assassinada nas câmaras de gás, e um dos prisioneiros urinou nas calças de medo. O Cabo Rosenblum era um judeu-polonês que escapou do campo de Buchenwald e sabia que sua família havia sido assassinada; quando sua patrulha retornou com prisioneiros, ele levantou a camisa de um deles e viu a marca distintiva da SS. Cego por vingança, Rosenblum ergueu seu fuzil mas foi dominado por seus companheiros, que lhe retiraram o fuzil antes que efetuasse um disparo. O tenente sabra (nascido no Yishuv), que liderou a patrulha, bateu gentilmente no ombro de Rosenblum e lhe disse "Eles são necessários para interrogatório. Mate os desgraçados em combate".
A brigada entrou em grandes operações de combate pela primeira vez em 19-20 de março de 1945 em Alfonsine. Em sua primeira ação contínua em 19 de março, a brigada matou 19 soldados alemães e fez 11 prisioneiros pela perda de 2 mortos e 3 feridos em uma série de confrontos. A brigada então se mudou para o setor do rio Senio, onde em 27 de março lutou contra elementos da 4ª Divisão Paraquedista alemã comandada pelo Generalleutnant Heinrich Trettner. Os Fallschirmjäger ocupavam o alto das colinas no lado norte do rio Senio, e fustigavam a brigada com snipers e artilharia, especialmente durante o dia. Os brigadistas enviavam patrulhas de sondagem através do rio em busca de prisioneiros e informações. O brigadista Yohanan Pelz assim relembrou essa guerra de pequenos golpes de mão:

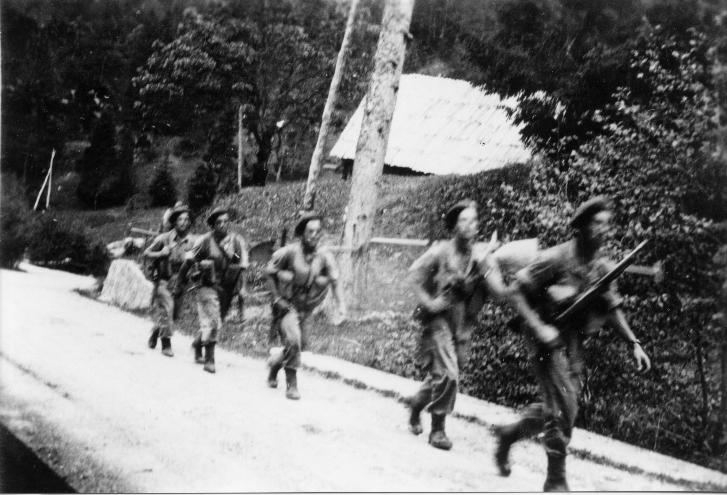
Soldados da Brigada Judaica em Tarvisio.

"Aprendi pela primeira vez como planejar um ataque. Primeiro ele [Salmond] me fez liderar patrulhas noturnas. Eu fiz quatro delas. Eu voltava para relatar o que havia encontrado - campos minados ou arbustos e depressões no solo que davam cobertura. Na última noite, deitei bem em cima da trincheira alemã e os ouvi tocando 'Lili Marlene' em um fonógrafo. Foi assim que aprendi a música."
La Giorgetta, uma saliência mantida pelos alemães, vinha assediando as linhas dos brigadistas. Salmond designou Pelz para liderar um ataque contra esta posição. Embora tais ataques ocorressem ao amanhecer ou anoitecer, este ataque foi realizado às 10:00h. Antes do ataque, La Giorgetta foi macetada por artilharia e aviação britânica e sul-africana. Então Pelz liderou seus homens em uma vigorosa carga de baioneta, tomando de assalto a posição. Pelz relembrou o ataque dizendo "Os alemães não sabiam o que os atingiu".
De 1º a 9 de abril, a brigada novamente enfrentou os alemães em uma série de confrontos de pequena escala. Ela voltou às operações ofensivas durante a "Batalha dos Três Rios", cruzando o rio Senio em 10 de abril e capturando as duas posições que lhe foram atribuídas, estabelecendo uma cabeça-de-ponte e alargando-a no dia seguinte. A brigada foi designado para limpar um reduto alemão à esquerda de sua posição que outra unidade aliada não conseguiu capturar. Os brigadistas conseguiram completar a missão em uma batalha feroz, eliminando todas as posições inimigas em quinze minutos. Posteriormente, a brigada envolveu-se em uma série de confrontos de pequena escala e capturou Monte Ghebbio em uma batalha contra paraquedistas alemães. A brigada foi então removida da linha de frente para descanso e reequipamento antes da libertação de Bolonha (21 de abril de 1945). As unidades de engenharia da brigada também ajudaram na construção de pontes sobre o rio Pó para permitir que as forças aliadas o atravessassem.

A Brigada Judaica passou 48 dias na linha de frente na Itália - 3 de março a 20 de abril de 1945. O comandante do 10º Corpo britânico elogiou o desempenho da Brigada Judaica:

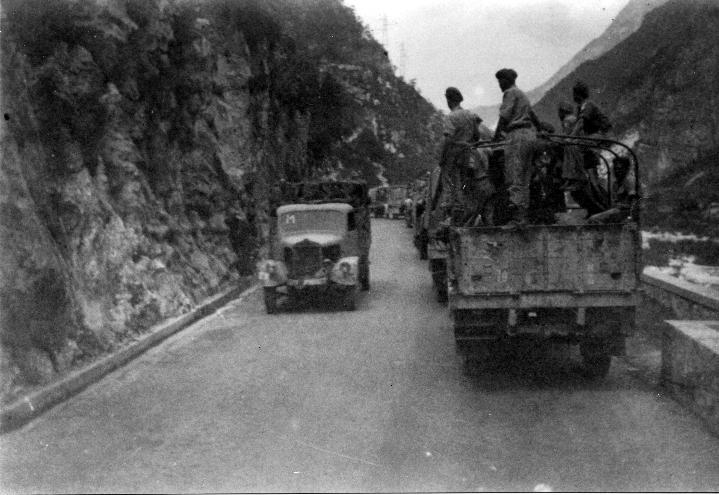
Soldados da Brigada Judaica na fronteira ítalo-austríaca.

"A Brigada Judaica lutou bem e seus homens estavam ansiosos para fazer contato com o inimigo por qualquer meio disponível. Seu trabalho de estado-maior, seus comandos e suas avaliações eram bons. Se eles receberem ajuda suficiente, certamente merecem fazer parte de qualquer força de campanha."
Há indícios de que membros da brigada executaram sumariamente soldados alemães que se renderam, particularmente soldados da SS, para se vingar do Holocausto. Embora o Brigadeiro Benjamin tenha exortado suas tropas a não matarem os alemães que se rendessem, enfatizando que a inteligência obtida do interrogatório dos prisioneiros apressaria o fim da guerra, ele e seu estado-maior entenderam o desejo de vingança entre os soldados, e nenhum soldado da Brigada Judaica jamais foi punido por matar ou maltratar as tropas inimigas que se renderam.
A Brigada Judaica foi representada entre as unidades aliadas libertadoras em uma audiência papal. A Brigada Judaica foi então estacionada em Tarvisio, perto do triângulo fronteiriço da Itália, Iugoslávia e Áustria. Eles procuraram sobreviventes do Holocausto, forneceram ajuda aos sobreviventes e ajudaram na imigração para a Palestina. Eles desempenharam um papel fundamental nos esforços do Berihá para ajudar os judeus a escapar da Europa para o Mandato Britânico da Palestina, um papel que muitos de seus membros continuariam realizando após a dissolução da Brigada. Entre seus projetos estava a educação e cuidado das crianças Selvino. Em 29 julho de 1945, a Brigada mudou-se para a Bélgica e os Países Baixos, passando pela Alemanha.
Durante o curso da Segunda Guerra Mundial, a Brigada Judaica sofreu 83 mortos em ação ou mortos devido a ferimentos, e 200 feridos. Seus mortos estão enterrados no Cemitério de Guerra de Ravenna da Commonwealth em Piangipane.

## Medalhas e condecorações

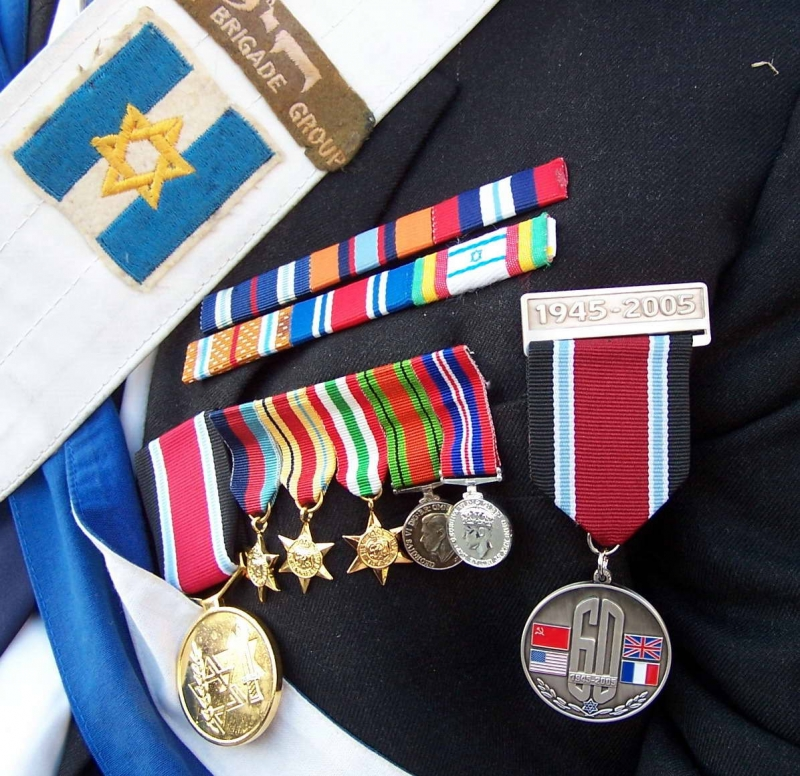
Veterano israelense com a insígnia da Brigada Judaica, medalhas e barretas militares em 2009.

Entre os soldados da brigada, 78 foram mencionados em despachos e 20 receberam condecorações militares:
- 7 Medalhas Militares,
- 7 medalhas da Ordem do Império Britânico,
- 4 Cruzes Militares,
- 2 condecorações norte-americanas.

Como eram soldados do Exército Britânico, os membros da Brigada Judaica tinham direito, antes de tudo, às medalhas de campanha e serviço britânicas. Durante os primeiros anos das Forças de Defesa de Israel, às vezes era usado o distintivo de voluntário do Grupo de Brigada Judaica, porém esta não era uma condecoração oficial israelense. Muitos ex-soldados da Brigada participaram da luta pela independência de Israel e, caso tivessem direito à Barreta da Guerra de Independência, alguns lhe anexavam um pequeno broche da Brigada Judaica. Em 1968, a Condecoração de Guerreiros do Estado foi instituída em reconhecimento a todos os tipos de serviço na defesa do povo judeu ou na luta pela independência de Israel, incluindo o serviço na Brigada Judaica. Esta condecoração existe em 2 versões: uma civil e uma militar. A versão militar é um broche para ser montado na Barreta da Guerra de Independência.

Os veteranos da Brigada tiveram posteriormente direito à Barreta do Voluntário e à Medalha do Combatente contra os Nazistas do Estado de Israel. Em 3 de outubro de 2018, após uma votação unânime de apoio do Parlamento italiano, a bandeira de guerra do Grupo de Brigada Judaico foi premiada com a Medalha de Ouro de Valor Militar (Medaglia d'Oro al Valor Militare) italiana, por sua contribuição para a libertação da Itália durante a Segunda Guerra Mundial. A medalha foi anexada à bandeira de guerra da 7ª Brigada Blindada israelense, herdeira do Grupo de Brigada Judaico, em uma celebração no Bet Hagdudim (Museu dos Batalhões) em Avihayil, um moshav a noroeste de Netanya, no centro de Israel.

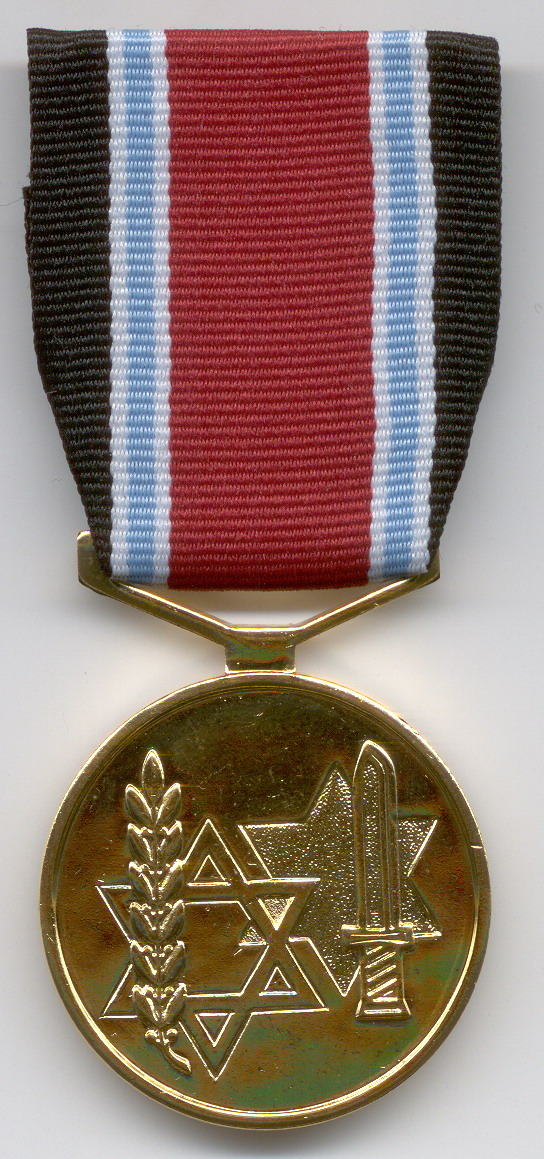
Anverso da Medalha dos Combatentes contra os Nazistas.
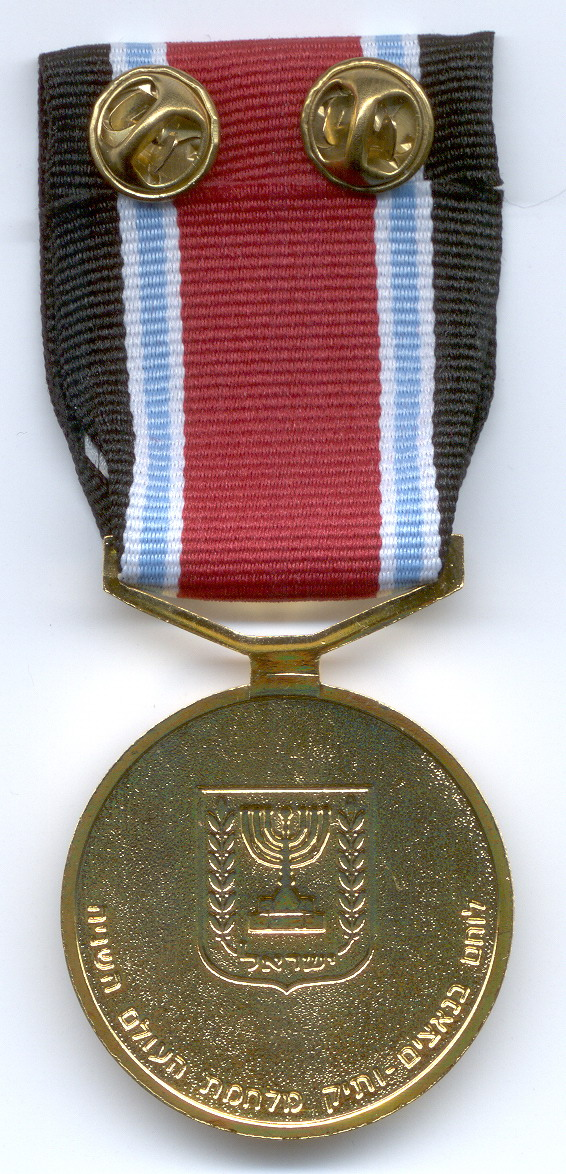
Reverso da Medalha dos Combatentes contra os Nazistas.
Barreta do Voluntário.
Barreta da Medalha de Ouro de Valor Militar.

## Desdobramento e dissolução no pós-guerra
Tilhas Tizig Gesheften (um nome vulgar conhecido por suas iniciais TTG, literalmente traduzido como "lamba meu cú") era o nome de um grupo de membros da Brigada Judaica formado imediatamente após a Segunda Guerra Mundial. Sob o pretexto da atividade militar britânica, esse grupo se engajou no assassinato de nazistas, facilitou a imigração ilegal de sobreviventes do Holocausto para o Mandato da Palestina e contrabandeou armas para o Haganah.
A Brigada Judaica também se juntou a grupos de sobreviventes do Holocausto na formação de esquadrões da morte, conhecidos como Nakam, com o objetivo de rastrear e matar ex-oficiais da SS e da Wehrmacht que participaram de atrocidades contra judeus europeus. As informações sobre o paradeiro desses fugitivos foram obtidas por meio da tortura de nazistas presos ou por meio de conexões militares. Os uniformes britânicos, documentação militar, equipamentos e veículos usados pelos veteranos da Brigada Judaica contribuíram muito para o sucesso dos Nokmim. O número de nazistas que os nokmim mataram é desconhecido, mas pode ter chegado a 1.500.
Após a atribuição ao Distrito do VIII Corpo do Exército Britânico do Reno (Schleswig-Holstein), a Brigada Judaica foi dissolvida no verão de 1946.

### Participação no Berihá

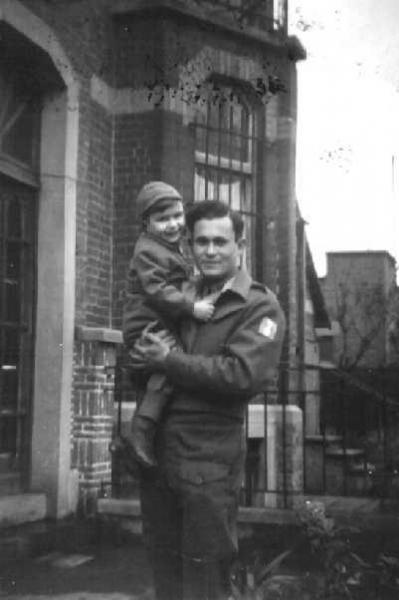
O soldado da Brigada, Tuvia Ettinger, de Petah Tikva, com o órfão Elimelech que fora libertado do mosteiro onde ficou durante a guerra, 1945.

Muitos membros da Brigada Judaica ajudaram e incentivaram a implementação do Berihá. Nos meses vitais e caóticos imediatamente antes e depois da rendição alemã, membros da Brigada Judaica forneceram uniformes e documentos do Exército Britânico a civis judeus que estavam facilitando a imigração ilegal de sobreviventes do Holocausto para o Mandato da Palestina. O exemplo mais notável foi Yehuda Arazi, codinome "Alon", procurado há dois anos pelas autoridades britânicas na Palestina por roubar fuzis da polícia britânica e entregá-los ao Haganah. Em 1945, Arazi e seu parceiro Yitzhak Levy viajaram do Mandato da Palestina para o Egito de trem, vestidos como sargentos dos Engenheiros Reais. Do Egito, a dupla viajou pelo norte da África até a Itália e, usando nomes falsos, ingressou na Brigada Judaica, onde Arazi se tornou secretamente responsável pela organização da imigração ilegal. Isso incluía comprar barcos, estabelecer hachsharot (centros de treinamento judeus), fornecer comida e compilar listas de sobreviventes.
Quando Arazi chegou à Brigada Judaica em Tarvisio em junho de 1945, ele informou a alguns membros do Haganah que serviam na Brigada que outras unidades haviam feito contato com sobreviventes judeus. Arazi falou à brigada sobre sua importância na Europa e exortou os soldados a encontrarem 5.000 sobreviventes judeus para trazer para o Mandato da Palestina. O oficial da Brigada Judaica Aharon Hoter-Yishai lembrou que duvidava da existência de 5.000 sobreviventes judeus; independentemente disso, a Brigada Judaica aceitou o desafio de Arazi sem questionar. Para muitos soldados judeus, essa nova missão justificava seu serviço anterior nas forças britânicas que precederam a criação da Brigada Judaica.
Outro soldado da Brigada Judaica ativamente envolvido no Berihá foi Israel Carmi, que foi dispensado da Brigada Judaica no outono de 1945. Após alguns meses, o Secretariado do Kibutz HaMeuchad abordou Carmi sobre seu retorno à Europa para ajudar na Berihá. A experiência anterior de Carmi trabalhando com sobreviventes fez dele um ativo importante para o movimento Berihá. Ele retornou à Itália em 1946 e participou do 22º Congresso Sionista em Basileia, onde obteve uma visão de como o Berihá operava em toda a Europa. Carmi propôs estabelecer uma segunda rota de Berihá pela Europa, caso a rota existente entrasse em colapso. Além disso, ele também propôs dividir a liderança do Berihá em partes: Mordechai Surkis, trabalhando em Paris, seria responsável pelo funcionamento financeiro; Ephraim Dekel em Praga dirigiria o elemento administrativo e supervisionaria o Berihá na Polônia, Tchecoslováquia e Alemanha; e Carmi, trabalhando em Praga, supervisionaria as atividades na Hungria, Iugoslávia e Romênia.

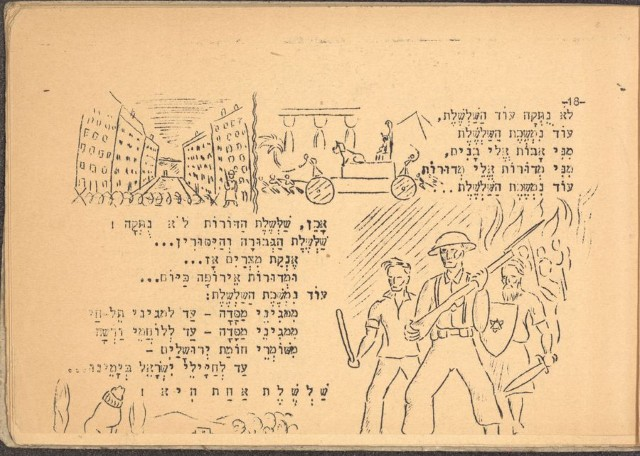
Hagadá da Páscoa, criada por soldados da Unidade de Transporte Hebraica (IEL) da Brigada Judaica no Egito em 1942, p. 18.

Soldados da Brigada Judaica, ajudando com a Berihá, tiraram vantagem especificamente da situação caótica na Europa do pós-guerra para transportar sobreviventes do Holocausto entre países e através das fronteiras. Soldados foram intencionalmente colocados por Merkaz Lagolah em pontos de transferência e passagens de fronteira para ajudar os judeus deslocados. Por exemplo, Judenberg, um subcampo do campo de concentração de Mauthausen, atuou como um ponto de Berihá onde soldados e guerrilheiros da Brigada trabalharam juntos para ajudar os deslocados. Da mesma forma, na cidade de Graz, um ponto de Berihá foi centrado em um hotel onde uma figura lendária do movimento, Pinchas Zeitag, também conhecido como Pini, o Vermelho ou "Gingi", organizou transportes em direção ao oeste para a Itália.
Uma das maiores contribuições da Brigada Judaica para o Berihá foi o uso de seus veículos do Exército Britânico para transportar sobreviventes (até mil pessoas por vez) em comboios de caminhões para Pontebba, o depósito motorizado da brigada. Esses transportes secretos geralmente chegavam às 2 ou 3 da manhã, e a brigada sempre assegurava que os refugiados fossem recebidos por um soldado ou oficial, e recebidos em um refeitório com comida e chá. Todos receberam um exame médico, um lugar para dormir e roupas limpas; e em poucos dias o grupo foi transferido para unidades hachsharot em Bari, Bolonha e Módena. Depois de se recuperarem e completarem seu treinamento de hachshara, os refugiados foram levados para portos onde os barcos zarpavam ilegalmente para o Mandato da Palestina. Estima-se que a Brigada Judaica ajudou na transferência, entre 1945 e 1948, de 15.000-22.000 refugiados judeus como parte do movimento Berihá de imigração ilegal.

## Legado

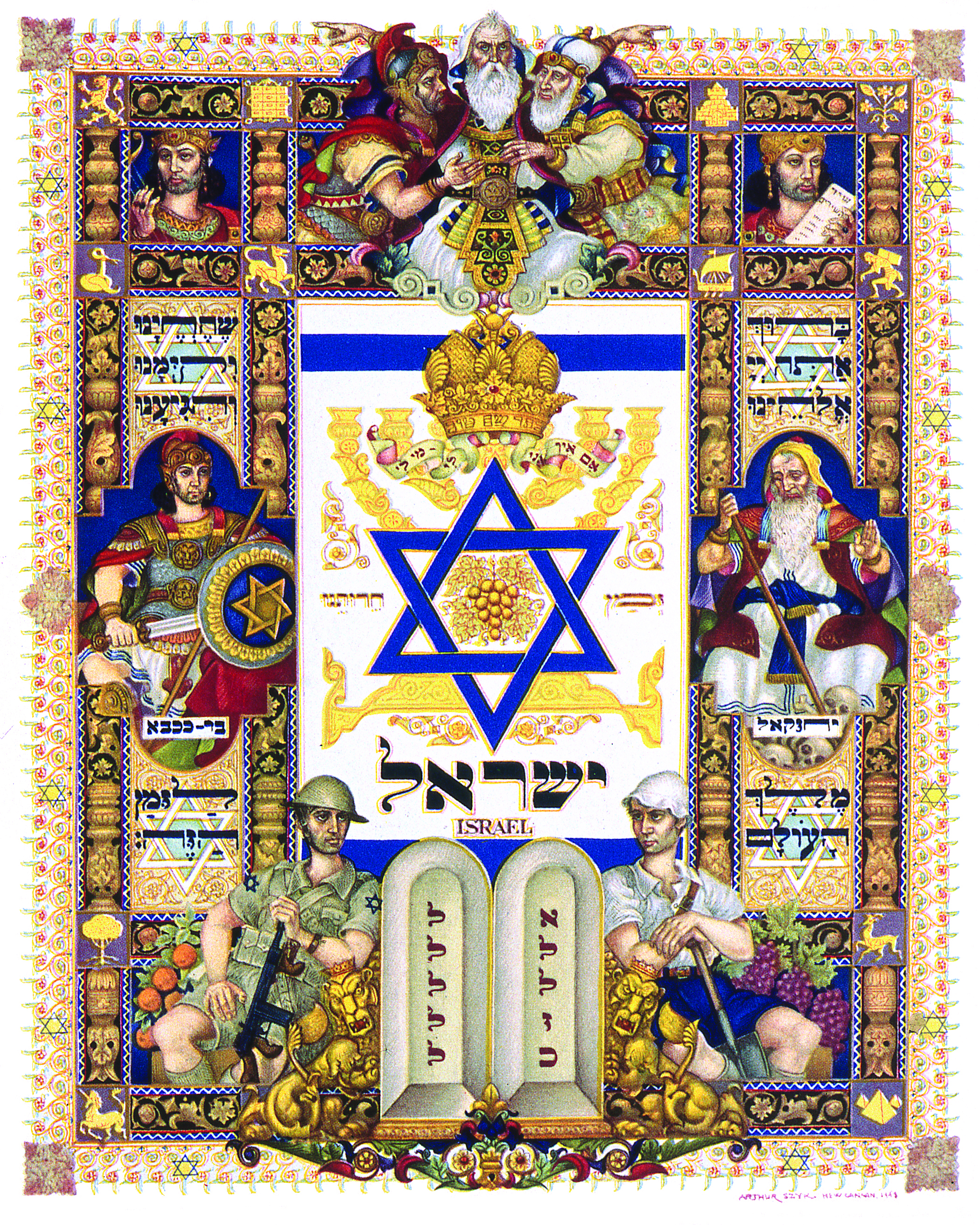
Arte de 1948 celebrando o nascimento de Israel mostrando um soldado da Brigada Judaica no canto inferior esquerdo, arte de Arthur Szyk.

A Brigada Judaica representou um divisor de águas na mentalidade dos judeus. Pela primeira vez em séculos, uma força judia com identidade e bandeiras próprias entrou em combate. Apesar do pequeno tamanho da brigada - apenas 5.500 homens - seu valor moral e prático foi muito desproporcional, modificando a visão do judeu acuado e indefeso sendo abusado, e fornecendo um quadro de militares treinados e capazes de conduzirem operações de combate. Segundo seu comandante, a brigada foi “a primeira força oficial de combate judaica desde a queda da Judéia para as legiões romanas”. Paradas militares foram realizadas com a bandeira sionista que se tornaria a bandeira do novo Estado de Israel, com ordens do dia sendo recitadas em hebraico. Como colocou Ben-Gurion:
"Sem os oficiais e soldados da Brigada Judaica, é duvidoso que pudéssemos ter construído as Forças de Defesa de Israel em um período tão curto, em uma hora tão tempestuosa."
Em 1948, após a Declaração de Independência de Israel, muitos veteranos da Brigada Judaica serviram com distinção nas Forças de Defesa de Israel durante a Guerra Árabe-Israelense de 1948. Muitos veteranos serviriam como oficiais de alto escalão nas forças armadas israelenses, e 35 tornam-se generais.
A Brigada Judaica inspirou inúmeras memórias, livros e filmes. Em 1965, o veterano e escritor Hanoch Bartov publicou o livro de ficção A Brigada em hebraico, baseado na experiência do autor durante seus três anos de serviço na brigada, o qual foi traduzido em inglês por David S. Segal e publicado em 1968 como The Brigade; a capa da versão em inglês mostra uma silhueta preta brandindo uma arma, além da Estrela de Davi e a suástica nazista. O Sargento-mor Leonard Sanitt escreveu On Parade: Memoirs of a Jewish Sergeant-major in World War II, publicado em 1990, um relato ilustrado sobre sua experiência na Itália junto à brigada. Em 1998, os cineastas Chuck Olin (diretor) e Matthew Palm (co-produtor) lançaram seu premiado documentário, In Our Own Hands. O filme foi ao ar na PBS nos Estados Unidos e foi exibido em vários festivais de cinema ao redor do mundo.

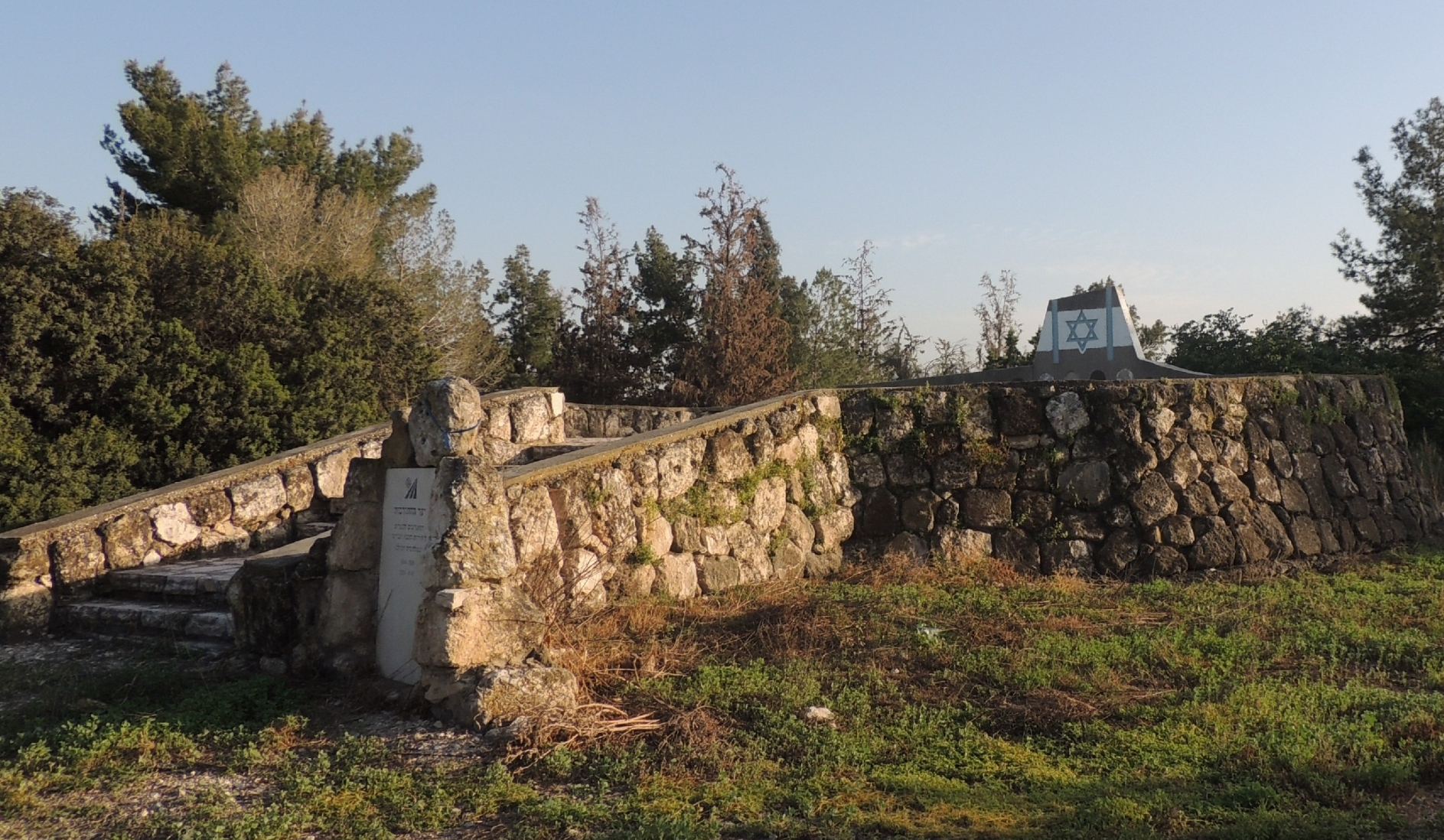
O monumento memorial da Brigada Judaica na floresta de Mishmar Ayalon, perto de Latrun, em Israel.

No romance Exodus (1947), de Leon Uris, e no filme subsequente de 1960, o protagonista Ari Ben Canaan do Haganah consegue organizar o movimento de refugiados para a Palestina, por meio de sua experiência de ação e uso de procedimentos adquiridos durante a guerra na Itália como oficial da Brigada Judaica.
As atividades da Brigada Judaica na Itália são comemoradas em um museu na cidade de Alfonso, ao norte da cidade de Ravena. Houve uma exposição sobre o tema da brigada, apresentada em 2003 em Roma e em 2005 em Bolonha. Uma edição mais completa da exposição foi realizada em Bolonha em 2020. Em maio de 2018, foi aberto o primeiro museu dedicado à Brigada Judaica na cidade de Milão, com a exposição "La Brigata Ebraica in Italia e la Liberazione" (A Brigada Hebraica na Itália e a Libertação).
O Cemitério de Guerra de Ravena, na Itália, é um cemitério onde estão enterrados 927 mortos da Segunda Guerra Mundial. Neste cemitério encontra-se a maior concentração de baixas da Brigada Judaica, com um total de 33 mortos da Brigada ali sepultados. Lá é realizado um serviço memorial anual, uma semana após o Dia da Independência de Israel, em nome da unidade pelo Ministério da Defesa israelense. O cemitério está localizado a 12km a oeste da cidade de Ravena, na estrada 'SS16' de Ravena a Ferrara, perto da vila de Piangipane, incluída na área da cidade de Ravena.

## Veteranos notáveis da Brigada Judaica

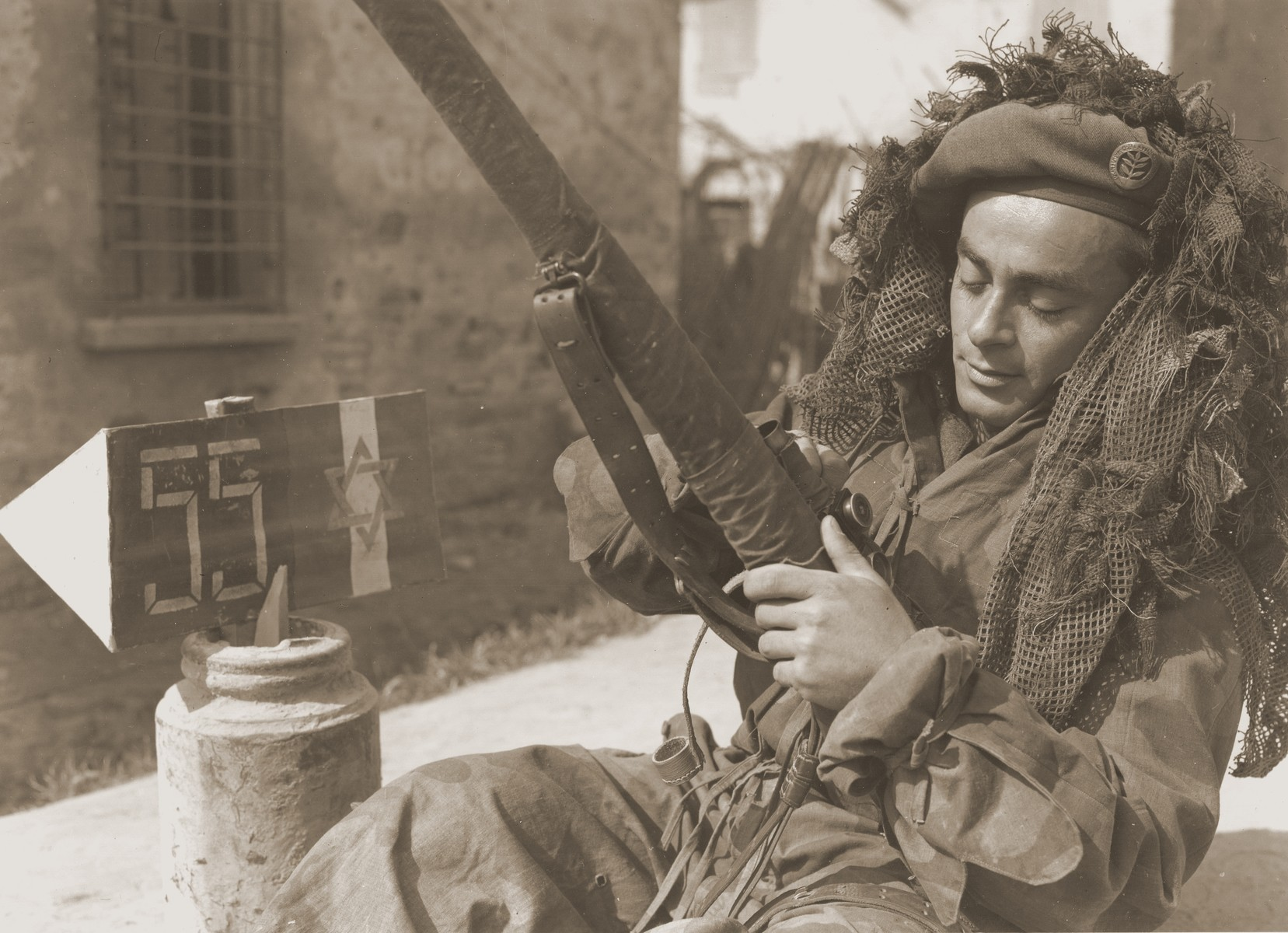
O sniper cabo-anspeçada Jacob Feinbuch, originalmente de Essen, na Alemanha, que cuida do seu fuzil durante uma pausa nos combates em Mezzano, no norte da Itália, em 24 de março de 1945.

### Judeus-britânicos
- Ernest Benjamin[53]
- Bernard M. Casper[54]
- Edmund Leopold de Rothschild[55]

### Judeus-palestinos
- Yehuda Amichai[56]
- Meir Argov[57]
- Ted Arison[58]
- Hanoch Bartov[59]
- Yehoshua Bar-Hillel
- Haim Ben-Asher
- Zvi Brenner
- Yehiel Duvdevani
- Israel Carmi
- Mordechai Gichon
- Amir Gilboa
- Elazar Granot
- Dov Gruner

## Documentário
- In Our Own Hands (2000), 1:25h de duração (IMDb).